# Eccellenza Liguria 2006-2007
Il campionato italiano di calcio di Eccellenza regionale 2006-2007 è stato il sedicesimo organizzato in Italia. Rappresenta il sesto livello del calcio italiano.
Questi sono i gironi organizzati dal comitato regionale della regione Liguria.

## Squadre partecipanti
| Squadra                        | Città                        | Stadio                   |
| ------------------------------ | ---------------------------- | ------------------------ |
| U.S.D. Amicizia Lagaccio       | Genova (GE)                  |                          |
| A.S.D. Andora                  | Andora (SV)                  |                          |
| U.S. Bogliasco                 | Bogliasco (GE)               |                          |
| G.S. Bogliasco '76 Emiliani    | Bogliasco (GE)               |                          |
| A.S.D. Busalla                 | Busalla (GE)                 |                          |
| U.S. Cairese                   | Cairo Montenotte (SV)        |                          |
| A.S.D. Corniglianese           | Genova (GE)                  |                          |
| A.S.D. Loanesi San Francesco   | Loano (SV)                   |                          |
| U.S.D. Pontedecimo Polis 1907  | Genova (GE)                  |                          |
| S.C. Rivasamba                 | Sestri Levante (GE)          |                          |
| A.C.D. Sammargheritese 1903    | Santa Margherita Ligure (GE) | Stadio Eugenio Broccardi |
| U.S.D. Sampierdarenese 1946    | Genova (GE)                  |                          |
| A.S.D. San Cipriano            | Serra Riccò (GE)             |                          |
| F.S. Sestrese                  | Genova (GE)                  |                          |
| A.S.D. Valdivara               | Riccò del Golfo (SP)         |                          |
| F.C. Varazze Don Bosco         | Varazze (SV)                 |                          |
| A.S.D. Ventimiglia Calcio 1909 | Ventimiglia (IM)             |                          |
| A.C.D. Virtus Entella          | Chiavari (GE)                |                          |

## Classifica finale
|  | Pos. | Squadra                | Pt | G  | V  | N  | P  | GF | GS | DR  |
|  | ---- | ---------------------- | -- | -- | -- | -- | -- | -- | -- | --- |
|  | 1.   | Sestrese               | 84 | 34 | 26 | 6  | 2  | 91 | 32 | +59 |
|  | 2.   | Virtus Entella         | 73 | 34 | 23 | 4  | 7  | 65 | 28 | +37 |
|  | 3.   | Loanesi                | 72 | 34 | 21 | 9  | 4  | 57 | 23 | +34 |
|  | 4.   | Sammargheritese        | 61 | 34 | 16 | 13 | 5  | 74 | 48 | +26 |
|  | 5.   | Pontedecimo Polis      | 59 | 34 | 17 | 8  | 9  | 53 | 32 | +21 |
|  | 6.   | Busalla                | 54 | 34 | 15 | 9  | 10 | 48 | 45 | +3  |
|  | 7.   | Valdivara              | 48 | 34 | 14 | 6  | 14 | 40 | 35 | +5  |
|  | 8.   | Bogliasco '76 Emiliani | 44 | 34 | 11 | 11 | 14 | 44 | 56 | -12 |
|  | 9.   | Andora                 | 42 | 34 | 12 | 6  | 16 | 46 | 55 | -9  |
|  | 10.  | Bogliasco              | 41 | 34 | 11 | 8  | 15 | 43 | 44 | -1  |
|  | 11.  | Sampierdarenese        | 41 | 34 | 10 | 11 | 13 | 33 | 41 | -8  |
|  | 12.  | Corniglianese          | 40 | 34 | 11 | 7  | 16 | 41 | 53 | -12 |
|  | 13.  | San Cipriano           | 40 | 34 | 9  | 13 | 12 | 40 | 40 | 0   |
|  | 14.  | Rivasamba              | 40 | 34 | 11 | 7  | 16 | 40 | 43 | -3  |
|  | 15.  | Varazze Don Bosco      | 39 | 34 | 10 | 9  | 15 | 39 | 54 | -15 |
|  | 16.  | Cairese                | 25 | 34 | 6  | 7  | 21 | 41 | 76 | -35 |
|  | 17.  | Amicizia Lagaccio      | 24 | 34 | 5  | 9  | 20 | 30 | 65 | -35 |
|  | 18.  | Ventimiglia            | 17 | 34 | 4  | 5  | 25 | 21 | 76 | -55 |

### Spareggio 13º - 14º posto
Nel caso di retrocessione dalla serie D in eccellenza da parte di 2 squadre liguri la compagine giunta al 14º posto retrocederà in promozione.
| Squadra 1    | Risultato | Squadra 2 |
| ------------ | --------- | --------- |
| San Cipriano | 2 - 4     | Rivasamba |

| 6 maggio 2007 | San Cipriano | 2 – 4 | Rivasamba |  |

- Rivasamba raggiunge la salvezza.
- San Cipriano salvo dopo la conclusione del campionato di serie D in quanto le 2 squadre liguri impegnate nei play-out di serie D (Sestri Levante e Vado) si sono salvate.